# Crepis pusilla
Crepis pusilla ist eine Pflanzenart aus der Gattung Pippau (Crepis) in der Familie der Korbblütler (Asteraceae).

## Merkmale
Crepis pusilla ist ein einjähriger Rosetten-Therophyt, der Wuchshöhen von 1 Zentimetern erreicht. Die Pflanze ist stängellos. Die zu 2 bis 8 Knäueln angeordneten Körbchen befinden sich in der Mitte der flachgedrückten Blattrosette. Die Krone ist weißlich. Die meisten Früchte sind länglich, zusammengedrückt und weißlich. Einige der äußeren Früchte sind dicker, gebogen, bräunlich und werden von den verhärteten inneren Hüllblättern eingeschlossen.
Die Blütezeit reicht von April bis Mai.

## Vorkommen
Crepis pusilla kommt im Mittelmeerraum vor. Das Verbreitungsgebiet umfasst Portugal, Mallorca, Malta, Kreta, Zypern, die Ägäis und die Türkei.
Die Art wächst an Tritt- und offenen Pionierstellen auf Lehm, welcher tiefgründig und wechseltrocken ist. Auf Kreta ist sie in Höhenlagen von 0 bis 700 Metern anzutreffen.

## Taxonomie
Crepis pusilla (Sommier) Merxm. hat die Synonyme Melitella pusilla Sommier, Crepis palhinhae R. Fern., Garhadiolus acaulis O. Schwarz und Melitella rechingeri Zaffran.

## Belege
1. 1 2 3  Ralf Jahn, Peter Schönfelder: Exkursionsflora für Kreta. Mit Beiträgen von Alfred Mayer und Martin Scheuerer. Eugen Ulmer, Stuttgart (Hohenheim) 1995, ISBN 3-8001-3478-0, S. 339.
2. 1 2  Werner Greuter (2006+): Compositae (pro parte majore). – In: W. Greuter & E. von Raab-Straube (Hrsg.): Compositae. Euro+Med Plantbase - the information resource for Euro-Mediterranean plant diversity. Datenblatt Crepis pusilla In: Euro+Med Plantbase - the information resource for Euro-Mediterranean plant diversity.